# 中航技进出口
中航技进出口有限责任公司（English：China National Aero-Technology Import & Export Corporation.，缩写：CATIC，简称：中航技）是一家成立于1979年，负责中国航空技术进出口的公司，总部位于北京市大兴区亦庄地区。中航技目前是中国10家获得军品出口授权的公司之一。

## 历史

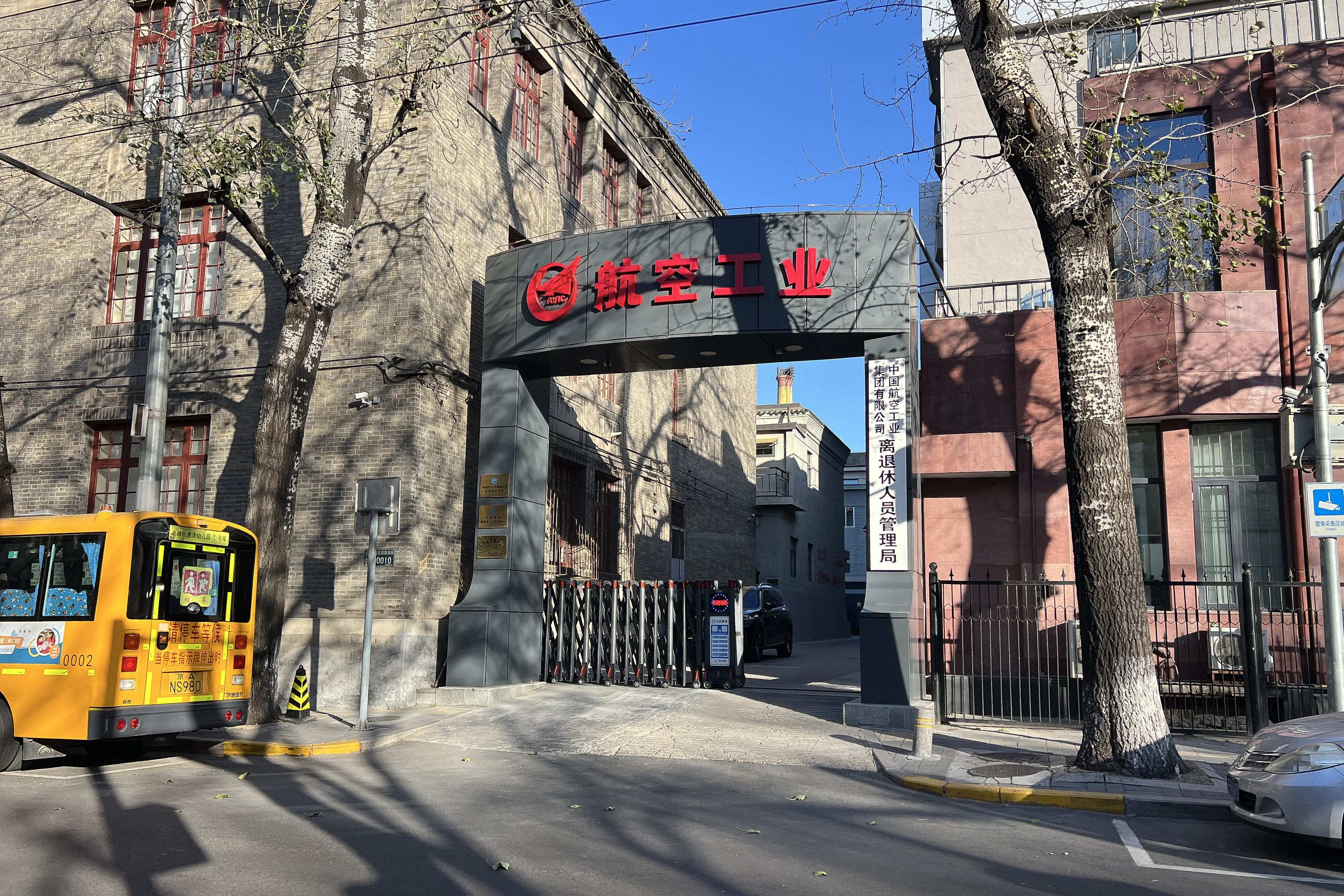
位于亮果厂5号的中航技第一代办公区（图片右侧），现为中航工业离退休人员管理局

中航技创立于1979年。1979年1月21日，国务院根据“改革开放，政企分离”的原则，正式批准中国航空工业部成立中国航空技术进出口总公司的前身中国航空技术进出口公司，专门负责中国航空产品外贸工作业务。1995年2月，中航技总部由北京市东城区亮果厂5号迁至朝阳区北辰东路18号（原远南大厦）。
1999年7月1日，由于朱镕基内阁实行机构改革，原中国航空工业总公司被分拆为中国航空工业第一集团公司和中国航空工业第二集团公司，两个集团各持中航技50％股份。2008年11月6日，由中航一集团与中航二集团合并而成的中国航空工业集团公司正式成立，中国航空技术进出口总公司也随之正式变为由中国航空工业集团公司全资拥有并管理的专职负责航空产品进出口的子公司。
2009年，为了使中航工业整体上市，经国务院批准，中航工业将原先中航技总公司一分为二，中航技军用航空器械出口事业部分立为中航技进出口有限责任公司，继续使用原中航技总公司标志。其余非军品贸易部分则成为“中航国际”。同年，中航技决定将总部迁至北京经济技术开发区。2015年，俗称“亦庄凯旋门”的中航技新总部启用。

## 现况
航空产品及技术的进出口是中航技的最为核心的业务之一。作为持有国家特别颁发的军品出口经营权的10家公司之一，中航技将大量中国生产的军用飞机出口到多个国家，是中国最主要的防务产品供应商之一。

## 组织结构
中航技公司位于北京的总部主要由两类事业部构成，它们都处于公司管理委员会的监督管理下。

| 管理委员会                                                      | 核心业务部                                                        | 运营支持部                                                        |
| --------------------------------------------------------------- | ----------------------------------------------------------------- | ----------------------------------------------------------------- |
| - 战略规划委员会 - 审计委员会 - 绩效管理委员会 - 财务管理委员会 | - 销售部 - 售后支持部 - 发展部 - 产品部 - 客户服务部 - 工程技术部 | - 销售部 - 售后支持部 - 发展部 - 产品部 - 客户服务部 - 工程技术部 |

## 核心业务

### 經手出口防务产品
- 航空器
  - 战斗机及攻击机
    - 歼-5
    - 歼-6
    - 歼-7
    - 歼-8
    - JF-17雷电
    - J-10CE
    - 强-5

  - 轰炸机
    - 轰6
    - 歼轰-7

  - 教练机
    - 初教6
    - K-8昆仑
    - 歼教-6
    - 歼教-7
    - L-15猎鹰

  - 运输机
    - 运-7
    - 运-8
    - 运-12

  - 直升机
    - 直-9
    - 直-11
    - EC-120

  - 飛彈
    - 雷電-10反輻射飛彈
    - 霹靂-12中程空對空飛彈

### 經手出口民用航空
- 航空器
  - 商用客机
    - 新舟60
    - 运-12
    - ARJ-21 翔凤

  - 民用直升机
    - 直-9
    - 直-11
    - EC-120

## 实业
1979年—2009年属下有深圳中航集团，通过深圳中航控股有不少上市公司，不过随着中航技的分家重组已划归中航国际。

## 存在争议

### 航空防务产品专营权
作为改革开放初期设立的大型进出口贸易公司，中航技在中国垄断了航空防务产品进出口的经营权。所有中国航空工业系统内企业生产的防务产品的出口及大部分生产所需的产品、技术引进都需要通过中航技相关部门进行。

这种做法起初并无任何异议，毕竟改革开放初期，中国大陆外贸人才稀缺，外汇稀缺，对外贸易便成为受到重点管理的领域。中国大部分航空企业都缺少必要的人才、经验，更没有外汇账户及结余，因此开展对外贸易必须依赖中航技进行。但是随着改革开放的不断深入发展，外贸人才的培养的不断繁盛，在人才市场寻找合格的外贸人才对于工厂来说已经不是一件困难的事情，随着很多航空企业在八十年代末九十年代初期纷纷展开民品业务，他们大部分也都拥有了外汇账户及结余，应该说具备了独立开展对外贸易的基本条件。

2000年以来，基于减少中间渠道及独享利润的考虑，不断有航空系统内企业向上级反应，要求绕过中航技独立开展航空产品对外贸易，这其中，西安飞机工业（集团）有限责任公司，哈尔滨飞机工业集团有限责任公司都已经或曾经就其生产的民用航空产品，诸如新舟60和运-12等，与航空系统高层及中航技达成某种程度的一致和妥协，其中西飞集团与中航技就新舟60的市场划分达成协议，取得了曾由中航技持续开发培育近20年的最为成熟的亚洲市场，而中航技则将继续拥有在除亚洲外的全球其它地区继续销售新舟60飞机的权利。
但需要指出的是，中航技经过30年的发展，至现时已经成为足迹遍布全球的中国首屈一指的防务产品供应商之一。目前中航技共运营着28个海外公司及代表处，海外常驻工作人员逾百人。

这其中，26个海外公司及代表处都与防务产品进出口业务直接相关，几乎全部驻外工作人员都可承担中国全系列国产防务产品的市场开发及后续支持工作，并通晓各类外贸商洽规则及技巧，这些海外员工是中航技最核心的人才团队的主要构成之一。于此相对的，国内航空企业尽管已拥有了掌握商洽、外贸知识的人才，但是对于市场开拓则几乎为门外汉，更重要的是，几乎所有国内航空企业都无力维持一只上规模的海外营销团队。对于几乎很少有人会上门寻购的中国航空防务产品来说，在市场开发领域的赢弱，成为挚肘国内航空企业无法独立进行防务产品外贸的最大短板。而从国家号召建设集约型社会角度考量，中航技遍布全球的营销和服务团队，相比于令各航空生产企业各自建立营销体系而言，极大的降低了中国航空产品国际贸易的成本，提高了市场开发和营销的效率，亦是显而易见的当前航空产业最佳的海外开拓选项。

同时应当指出，中航技的存在，对于中国政府有效管制防务产品进出口，防止大规模杀伤性武器扩散具有重要意义。现时中国在全球军控领域仍承受不少指责，集成的防务产品出口商，有助于统一防务产品输出标准和准则，控制先进及敏感常规武器及技术外流，更彻底杜绝大规模杀伤性武器的扩散。

### 中航技与防止大规模杀伤性武器扩散
2005年12月28日，美国国务院指责中航技总公司向伊朗出售可用于制造导弹和大规模杀伤性武器的材料，并对包括其在内六家中国公司、两家印度公司及一家奥地利公司的进行经济制裁。受制裁的公司将被禁止同美国政府做生意，并不能获得购买某些美国技术所必需的出口许可。
但是中航技方面否认全部指控，并声明其全部防务产品国际贸易均严格遵守了中国及国际相关法律法规及公约。

## 中航技与北京奥运

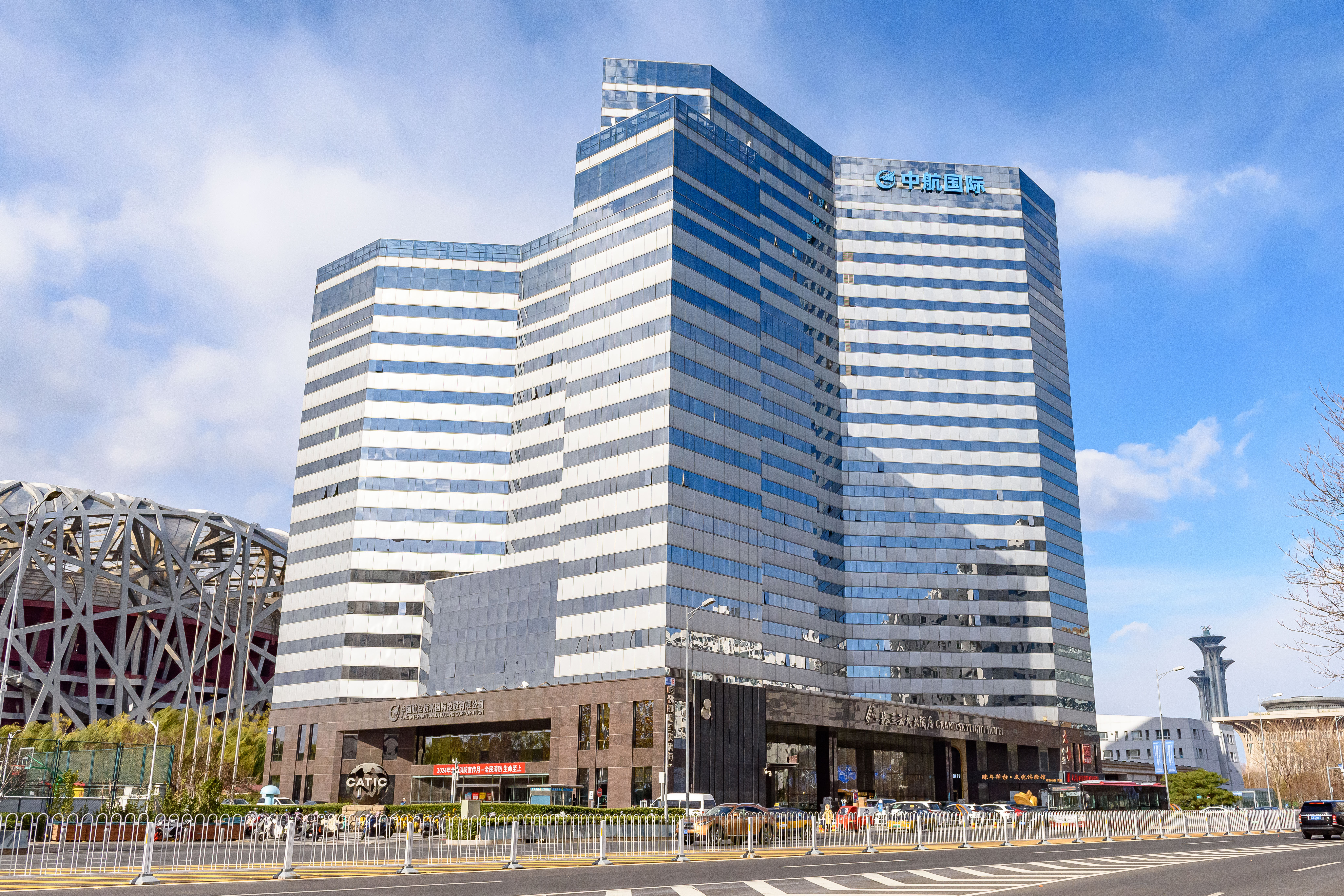
北京凯迪克格兰云天大酒店为中航技南迁至亦庄前的总部所在地，其名称中的“凯迪克”即中航技的英文缩写CATIC

中国航空技术进出口总公司原总部所在地凯迪克大厦（北辰东路18号）前身为第六届远东及南太平洋残疾人运动会运动员村“远南大厦”，曾是奥林匹克中心区内唯一的非奥运相关单位，同时也是距离北京国家体育场，即鸟巢，最近的建筑。这使得位于凯迪克大厦内的北京凯迪克格兰云天大酒店成为奥林匹克中心区内惟一一家五星级酒店，酒店距离鸟巢之近，在客房里拥有绝佳的观赏鸟巢的视角。2006年3月至2007年10月，该酒店曾封闭改造。
凯迪克大厦的地下车库更有直接连接国家体育场的行车通道，使凯迪克大厦地下车库成为国家体育场交通及停车系统的一部分。
为了保证2008年夏季奥林匹克运动会的安全顺利举行，奥林匹克中心区自2008年7月起实行了封闭管理，作为中心区内唯一非奥运相关单位的中航技，其总部所有工作人员自2008年6月20日起集体迁往临时租用的办公场所，为期3个月。
凯迪克大厦是奥林匹克中心区内仅次于奥林匹克多功能演播塔（即玲珑塔）外第二高的建筑物，其16层以上均高于国家体育场最高点，具有重要的安保意义。同时为筹备北京2008年夏季奥运会开幕式，凯迪克大厦顶层天台被安置了众多烟火发射架，是奥运会开闭幕式烟火表演重要位置之一。
2008年8月8日，北京奥运会开幕当天，由于正值星期五，为犹太安息日，以色列总统希蒙·佩雷斯被中国政府安排下榻于北京凯迪克格兰云天大酒店，使他在安息日中避免乘坐机动车而可以在良好安保护卫下以步行五分钟抵达北京国家体育场出席北京2008年夏季奥运会开幕式。